# Pòrtic de Santa Maria de Ripoll
El Pòrtic de Santa Maria de Ripoll és un pòrtic situat a la façana que es va adossar sobre l'anterior del monestir de Santa Maria de Ripoll cap a mitjans del segle xii, per decorar l'entrada principal de l'església. Es tracta d'un dels exemples més monumentals, pel que fa a la decoració escultòrica, en l'àmbit romànic català vinculat a l'escola de Tolosa de Llenguadoc. Realitzada com un arc de triomf romà, té una gran profusió decorativa amb escenes de l'Antic Testament, treballades per escultors anònims, seguint els relats d'una bíblia que es conserva al mateix monestir.

## Història
Una novetat del període romànic va ser la incorporació de l'escultura a l'arquitectura realitzada en pedra o marbre; de tota manera, resta clar que en el territori de la Gòtia l'escultura monumental es va esdevenir amb més retard que en altres territoris, i així als comtats catalans no apareix realment fins a mitjan segle xii, encara que ho fa amb tota esplendor. Apareixen conjunts en edificis catedralicis i monacals, que converteixen els seus pòrtics en un trànsit entre el profà i el lloc sagrat, el sentit doctrinal predomina, cenyint-se a representacions simbòliques fins a fer una veritable Biblia. Entre aquests es troben els de la catedral de Vic, Sant Pere de Rodes i Santa Maria de Ripoll que van mantenir les construccions anteriors però a la façana primitiva es van afegir els pòrtics monumentals, dels quals el de Ripoll és l'únic que s'ha conservat, encara que a un estat degradat.
L'any 1873 es van transcriure els nombrosos epígrafs bíblics, que ja són completament il·legibles. L'historiador i arquitecte Vicente Lampérez Romea, va estudiar l'any 1908, les fonts estilístiques del pòrtic, ací com la seva datació que la va proposar durant la meitat del segle xii, data que va acceptar poc més tard Gudiol i Cunill així com d'altres analistes posteriors. Josep Gudiol Ricart va estudiar a la seva monografia sobre el pòrtic, la complexa iconografia basada en fonts bíbliques, els Fets dels Apòstols, l'Apocalipsi, els llibres de l'Èxode, Jonàs i Daniel, així com va realitzar una completa descripció. A començaments del segle xx, Josep Pijoán, a la vista de les escenes del cicle de l'Èxode a la dreta de la portalada i les del Llibre dels Reis a l'esquerra, li van permetre de confirmar que els escultors s'havien inspirat a una de les biblies historiades del monestir.
Un dels historiadors que més es va interessar en la interpretació de la iconografia va ser el també arquitecte Josep Puig i Cadafalch, que va dividir el conjunt en tres parts el sòcol era la vida real de l'època actual, al nivell central les històries del passat i a la part alta el cel significant el futur. Per a la datació va comparar els relleus del portal amb el sarcòfag de Ramon Berenguer III, mort l'any 1131 encara que la realització del qual va tenir lloc uns anys més tard i amb una galeria romànica del claustre del mateix monestir, és a dir entre els anys 1140 i 1175.
S'ha sostingut, per part de Yves Christe, als anys setanta del segle xx, que el model corresponia a un arc de triomf romà, que manté una certa semblança amb la peça d'orfebreria d'un reliquiari de l'època de Carlemany, en forma d'arc de triomf ofert per Eginardo a la basílica de Sant Servassi de Maastricht.
Els símbols pels que es representen els mesos han estat estudiats per J.C. Webster que va establir un parentiu amb sèries de diferents punts europeus, per exemple la representació de l'ofici d'un boter al mes d'agost, és un element gairebé exclusivament italià. S'ha establert un punt de relació entre l'art realitzat a Ripoll i el de Tolosa de Llenguadoc de Llenguadoc, per l'estudi dels relleus i de les estàtues de les columnes així com dels plecs de la roba, arribant a proposar un cert acostament amb l'art del mestre Gilabert o el seu taller i amb la mare de Déu del Claustre de la Catedral de Solsona; també sembla acostar-se a l'estil de les escultures del portal nord de Grossmünster de Zúric, potser per la semblança d'ambdues amb un origen italià.
A finals de 2011 es va fer pública la intenció l'Ajuntament de Ripoll de proposar la declaració del Pòrtic com a Patrimoni de la Humanitat per la UNESCO.

## Descripció

Portalada Ripoll. Centre superior

La portalada s'adossa sobre la paret d'entrada de l'església, constituïda per un paral·lelepípede rectangular de dotze metres d'amplada per set d'alçada i un metre de grossor aproximadament, i formada amb blocs de pedra calcària juxtaposats sense morter; per la seva exposició als elements atmosfèrics, a la qualitat del material emprat sorrenc, i a un incendi que va patir l'any 1835 es troba en un estat força deteriorat. A la seva part central es troba la porta amb set arquivoltes cobertes d'escultura, sostingudes sobre columnes entre les quals destaquen dos que de fet són les imatges de sant Pere i sant Pau amb els seus atributs respectius de les claus i un rotlle de pergamí obert, tots dos presenten la mutilació dels seus caps.
Queda demostrat que els constructors coneixien bé els arcs de triomf, per la composició del frontó amb el coronament final d'un fris continu i el conjunt decoratiu a dos nivells superposats i emmarcats amb un escalonament de set franges o registres horitzontals i unes columnes situades a les línies laterals.

### Mides
- Amplada total 11,60 metres
- Alçada total 7,25 m
- Grossor 1 m
- Alçada del sòcol 0,72 cm
- Alçada de la base des del terra als registres superiors (sòcol 0,72 + 0,90 segon registre + 1,28 tercer registre) Total 2,90 m
- Alçada de cada un dels registres superiors (dos a 0,90 i 1 a 1,10) Total 2,90 m
- Alçada del fris superior 1,45 m
- Amplada de cada costat de la porta central 2,90 m
- Amplada porta central 5,80 m.
- Alçada porta central 5,80 m.
- Amplada de la porta a l'interior cap a l'església 2,54 m
- Alçada de la porta a l'interior cap a l'església 4,15 m

### Arquivoltes
D'exterior a inferior: 
- 1.- Amb ornamentació en forma de fulles.
- 2.- Consta de vint-i-set cercles, a l'interior dels quals es troben figures diverses, en el centre de l'arc presidint-lo l'Agnus Dei, a tots dos costats uns àngels[11] i a continuació diversos animals.
- 3.- Està ocupada per escenes en dovelles més grosses, que expliquen la vida dels apòstols Pere a la part esquerra i Pau a la dreta, destaquen la de Pere amb Neró, el seu enfrontament amb Simó el Mag i la seva crucifixió, la vida de Pau també està narrada des del seu baptisme, predicació de la fe cristiana, l'empresonament i fins al seu martiri amb la vista del seu botxí amb el cap a la mà, acaben les escenes en trobar-se amb les seves estàtues amb les que es formen les columnes corresponents a aquesta arquivolta.[12]
- 4.- Formada amb diverses motllures amb diferents formes.
- 5.- Presenta ornaments vegetals sobre una motllura de bou.
- 6.- Des del centre i cap a cada costat les vides de Daniel i Jonàs amb escenes narrades als seus llibres com el somni de Nabucodonosor la construcció de l'estàtua d'or que ha d'ésser adorada, i com simbolisme de salvació la representació dels tres hebreus al forn i Daniel transportat per un àngel salvant-lo dels lleons.
- 7.- A l'intradòs de l'última arquivolta es troba centrada una imatge de Maiestas Domini[13] dins d'un medalló amb àngels als costats i amb les històries de Caín i Abel, on hi ha una escena comparable amb les pintures de l'església de Sant Quirze de Pedret: és la de Caín quan intenta d'enterrar Abel i la terra l'expulsa.[14] Té semblances amb el tapís de la Creació de la catedral de Girona, amb una Maiestas sense barba i que només apareix la part superior del cos, d'altra banda, representació força infreqüent en l'àmbit català. Sobre els muntants a tots dos costats hi ha la representació simbòlica dels dotze mesos de l'any amb diferents oficis o al·legories per a cada mes.

### Fris superior i costat dret
El registre superior a manera de fris, ocupa l'espai central una Maiestas Domini, una de les escultures millor conservades i en la que encara es distingeixen restes de policromia envoltada pel tetramorf i reforçat el caràcter apocalíptic amb els vint-i-quatre ancians, que la seva representació completa, acaba als laterals de la façana. Al següent nivell, s'aprecia una multitud de personatges entre els quals es troben els Apòstols i Sants. A les dues franges inferiors següents es troba la narració del llibre de l'Èxode, amb Moisès conduint el poble jueu, la tramesa d'aliments al desert del Sinaí, la separació de les aigües de la mar Roja, Moisès fa brollar l'aigua de la roca d'Horeb, mentre els guia una columna de foc i un àngel, i la batalla de Rafidim entre Josuè i Amalec. El lliurament de les taules dels deu manaments, com a moment més culminant, es representa amb les figures més grans i dins d'uns arcs de mig punt, els personatges són Jahvè, Moisès, Aaron i dues figures vestides una de religiós que podria ser un bisbe o el mateix abat de Ripoll i una altra vestida de guerrer on s'ha volgut veure Ramon Berenguer III, realment molt discutibles, en sentit simbòlic el concepte és el de representar el poder religiós i el civil. Sota aquestes escenes, en una sola quadrícula es mostra la primera visió apocalíptica de Daniel amb un lleó realitzat amb gran relleu. El relleu del lleó és com un del mateix tipus que es conserva al Museu Diocesà i Comarcal de Solsona i que formava part de la façana romànica desapareguda de Santa Maria de Solsona, també guarda semblança amb altres d'algunes façanes del nord d'Itàlia. Finalment en aquesta part el sòcol representa els pecats capitals, trobant-se en molt mal estat de conservació.

### Costat esquerre
La part superior, està ocupada, com la contrària del costat dret, per apòstols i sants. Des del següent nivell els protagonistes són Salomó i David, representant els reis escollits per Déu, que igualment es trasllada als reis de l'època medieval. Les escenes estan inspirades a les narracions historiades que té la Bíblia guardada al monestir i mostren la petició de Betsabé a David per escollir Salomó com a rei, tot seguit ve la coronació, la petició a Jahvè de la saviesa i el judici de Salomó, sota aquesta franja, es veu el trasllat de l'arca de l'Aliança, amb David prenent part de l'ambient festiu ballant davant de la ciutat de Jerusalem i David amb el profeta Gad. En aquesta part de la façana també es veuen, col·locats sota arcs, i amb les figures de més gran proporció, ocupant la part central, David assegut a un tron i la resta de personatges són acompanyants músics.

A l'últim espai la visió preapocalíptica de Daniel mostra la lluita entre animals a alt relleu i a un costat una figura d'un àngel i a l'altre un cavall amb el seu genet. El sòcol inferior en forma de medallons, amb imatges que representen lleons i grius fantàstics.

Portalada Ripoll. Centre superior
Portalada Ripoll. Lateral dret superior
Portalada Ripoll. Lateral esquerra superior
Portalada Ripoll. Lateral esquerra inferior
Portalada Ripoll. Lateral dret inferior

## Degradació del pòrtic
La pedra del pòrtic pateix una malaltia de corrosió degut a la qualitat del material de construcció, la pedra calcària o sorrenca absorbeix l'aigua i junt a l'aire forma una corrosió que es tradueix en una progressiva disgregació a què es va unir els efectes del canvi de temperatura per l'incendi del 9 d'agost de 1835. Tot això i les inclemències del temps, han fet desaparèixer en primer lloc, totes les inscripcions que al·ludien als temes representats, i també han col·laborat a erosionar les escultures.
A la catedral de Reims, a moltes escultures gòtiques es copsava també, aquesta malaltia, que es va agreujar pels incendis soferts durant la Primera Guerra Mundial, s'hi va optar d'una restauració amb còpies i el traslladar el que quedava de material original a un museu. Aquesta mateixa solució es va començar a aplicar a la façana de la catedral de Chartres, per passar més tard a tractar-les in situ, eliminant les sals nocives i tenir-les controlades. Viollet-le-Duc a Amiens ja havia fet estudis sobre aquesta mateixa qüestió. La façana romànica de l'Abadia de Saint-Pierre de Moissac també és en tractament i sota vigilància, ja que és afectada per infiltracions que n'afecten la integritat.
A Santa Maria de Ripoll, es pot observar la progressió de la degradació, per les fotografies del començament del segle xx, tanmateix no es van fer les primeres valoracions fins a la intervenció de la Direcció General de Belles Arts amb el finançament de la Fundación Juan March durant els anys 1964 i 1971 que es va suprimir una gran infiltració d'aigua, es va netejar tota la façana i es van efectuar diversos tractaments per aconseguir una màxima estabilitat, així com un aïllament dels seus fonaments. Per al control climàtic es va tancar amb vidre el porxo gòtic del davant de la façana l'any 1973. Malgrat tots aquests esforços, la façana continua deteriorant-se, estant controlada pel servei de Patrimoni Arquitectònic de la Generalitat de Catalunya.